# اکسل پاتنرز
اکسل پارتنرز (انگلیسی: Accel) شرکت سرمایه‌گذاری آمریکایی است، که در سال ۱۹۸۳ تأسیس شد.